# 172 Baucis
A 172 Baucis a Naprendszer kisbolygóövében található aszteroida. Alphonse Louis Nicolas Borrelly fedezte fel 1877. február 5-én.